# Quantico
Quantico är en amerikansk TV-serie, som började visas den 27 september 2015 i USA på TV-kanalen American Broadcasting Company. Serien är skapad av Joshua Safran, och medverkande skådespelare är Priyanka Chopra, Josh Hopkins och Jake McLaughlin. Quantico gick i tre säsonger och avslutades i augusti 2018.

## Rollista (i urval)
| Priyanka Chopra  | – Alex Parrish       |
| Josh Hopkins     | – Liam O'Connor      |
| Jake McLaughlin  | – Ryan Booth         |
| Aunjanue Ellis   | – Miranda Shaw       |
| Yasmine Al Masri | – Nimah & Raina Amin |
| Johanna Braddy   | – Shelby Wyatt       |
| Tate Ellington   | – Simon Asher        |
| Graham Rogers    | – Caleb Haas         |